# Fotovoltaické textilie
Fotovoltaické textilie jsou textilní výrobky s integrovaným zařízením pro přeměnu slunečního záření na elektřinu.

## Vývoj solární techniky
Za začátek vývoje fotovoltaiky se pokládá objev fotovoltaického efektu bratry Becquerelovými ve Francii v roce 1839, první fotovoltaický článek byl vyvinut v laboratořích americké firmy Bell v roce 1954. Další vývoj se v odborné literatuře obvykle rozděluje na tři generace: 
V 1. generaci byl vyvinut princip solárních článků: Materiály typu N a P jsou vrsteny tak, že se mezi nimi tvoří tzv. ochuzená zóna(), která svými vlastnostmi umožňujue působení mechanizmu fotovoltaiky.
2. generace solárů (od začátku 70. let 20. století) sestává z několika vrstev materiálů s lehkou absorpcí, které jsou až 300 x tenčí než  původní buňky z křemíku.
Ve 3. generaci (asi od začátku 21. století) se používají materiály a technologie umožňující výrobu pružných solárních článků. Jsou to zejména: články  senzitizované barvivem, perovskitové solární buňky, organické solární buňky, solární buňky z  kvantových teček.
Fotovoltaické články byly zkoumány a jejich použití laboratorně vyzkoušeno v desítkách variant.(Výzkumem textilní fotovoltaiky se zabývali (2013) také např. vědci z  VUT v Brně se zaměřením na fotovoltaické polymery jako tekutina nebo pasta na povrstvování a potiskování textilií). Výsledky jejich práce nejsou veřejně známé. K aplikaci na textilie jsou vhodné jen některé produkty ze třetí generace a jejich úspěšné komerční využití je do roku 2025 známé jen z několika výjimečných případů.

## Vlastnosti fotovoltaických materiálů použitelných pro textilie

### Výkonnost a účinnost solární buňky
Matematický vzorec výkonnosti FF:
{\displaystyle FF={\frac {V_{MP}.I_{MP}}{V_{OC}.I_{SC}}}} . 100%
VMP = napětí,  IMP = síla dodávané sluneční energie
VOC =  napětí odváděného el. proudu,  ISC = síla zkratového proudu 
Účinnost přeměny energie PCE:
{\displaystyle PCE={\frac {V_{MP}.I_{MP}}{P_{IN}}}} . 100 %  = {\displaystyle {\frac {FF.V_{OC}.I_{SC}}{P_{IN}}}} . 100 %
PIN = světelná energie dopadající na solární buňku

### Podmínky pro aplikaci solárních článků na textilie
Fotovoltaické články se dají výhodně použít na oděvní  textilie jen když mají s aplikovanými substráty pokud možno shodné vlastnosti jako je pohodlné nošení, pružnost, poréznost, řasivost, 
odolnost proti mechanickým deformacím, proti praní aj. 
Články aplikované na technických textiliích se musí přizpůsobit vlastnostem substrátů s ohledem na  konkrétní použití jako např.plachty nákladních aut, fasády, markýzy, batohy, osobní medicínské přístroje 
V následující tabulce je znázorněn výběr z pokusných solárních článků s aplikacemi na textilních substrátech - články  senzitizované barvivem (DSSC), perovskitové (PSC) a organické (OSC): 
| Článek | Substrát                      | JSC (mA/cm2) | VOC (%) | FF (%) | PCE (%) | Stabilita / trvanlivost                                       | Vhodnost k použití na textilie      |
| ------ | ----------------------------- | ------------ | ------- | ------ | ------- | ------------------------------------------------------------- | ----------------------------------- |
| DSSC   | PES/CO tkanina                | 3,56         | 0,3     | 25     | 2,78    |                                                               | Článek obsahuje pružné i tuhé části |
| "      | PES tkanina                   | 12,4         | 0,7     | 72     | 6,21    | PCE klesá po 4 týdnech na 18 %                                | Povrstvení ze skleněné fólie        |
| "      | CO tkanina                    | 14,75        | 0,66    | 71     | 6,93    | Při povrstvení grafenem změna stability pod 1,5 %             | Článek obsahuje pružné i tuhé části |
| "      | Tkanina ze skleněné příze     | 10,2         | 0,73    | 54     | 4,04    | Stabilní až do 8 týdnů                                        | Ohýbání účinkuje i s kabelem ø 5 mm |
| "      | Příze z uhlík. nanotrubic     | 19,43        | 0,73    | 71     | 10      | Při ohybu do pravého úhlu se po 2000 cyklech sníží PCE o 18 % |                                     |
| "      | Ocelový drát                  | 20,02        | 0,45    | 28     | 2,57    | Po 300 hod. klesá PCE na 83 %                                 |                                     |
| PSC    | PES tkanina                   | 12,91        | 0,89    | 51     | 5,72    | Stabilní nad 96 hodin                                         | Vhodné pro žakárovou tkaninu        |
| "      | Tkanina z polyetylennaftalátu | 20,53        | 1,06    | 66     | 14,3    | Po 300 hodinách 83 % původního PCE                            | Vhodné pro textilie                 |
| "      | Uhlík. nanotrubice            | 8,75         | 0,615   | 56,4   | 3,03    | Po 425 hodinách 70 % původního PCE                            | Pružné, vhodné pro textilie         |
| "      | Titanový drát                 | 11,23        | 0,67    | 58     | 5,3     |                                                               | Ohebné                              |
| OSC    | PES/CO tkanina                | 6,05         | 0,54    | 37     | 1,23    | Po více než 400 cyklech dosahuje 90 % původních výsledků      | Vhodné pro oděvní textiie           |
| "      | Grafenová fólie               | 8,14         | 0,57    | 54,5   | 2,53    | Po 8 dnech snížení PCE o 5 %                                  |                                     |

V tabulce nejsou uvedeny články konstruované na bázi kvantových teček. Ty dosahují např. se slitinou z PbBrCl2:Sm3+ až 22,5 % PCE, jsou ale velmi drahé a dosud vyráběné látky jsou toxické.

## Technologie výroby a formy solárních textilií
Z odborné literatury jsou známé dráty, vlákna, příze, tkaniny a netkané textilie 
- s aplikovanými solárními články jako panely nebo sady fotovoltaických buněk (příno spojených s částmi textilie) nebo
- povrstvené fóliemi nebo laminované[5] [7]

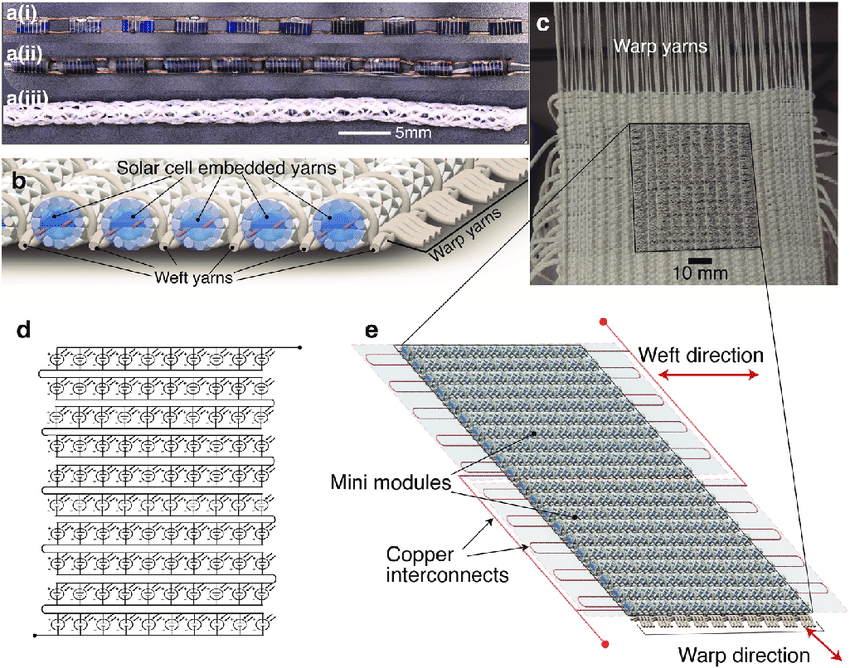
Schéma konstrukce solárního článku na tkanině

Na snímku vpravo je příklad výroby jednotlivých částí solárního modulu ze zatkaných nití (pokus na univerzitě v britském Nottinghamu), na kterém jsou
Ai  - solární články mezi dvěma měděnými dráty
aii  - buňky jednotlivě zapouzdřeny v kulatých pryskyřicových minitobolkách 
aiii -   E-filament (PE 167 dtex 48f) obalený vlákennou pochvou
b - schéma zatkaných solárních buněk (Ø 1,6 mm)
c - tkanina se solárními buňkami (směrem po útku)
d - schéma elektrického obvodu z 10 solárními elektronitěmi (ze dvou modulů)
e - schéma znázorňuje spojení solárních E-nití a minimodulu
Vlastnosti uvedeného výrobku: Po osvětlení tkaniny (plocha 45 x 45 mm) se s 100 mW/cm2 se dosahuje PCE 2,15 mW/cm2 (dostačující pro nabíjení mobilu), výkon se nemění ani po 15 vypráních pračkou a 25 ručních praní, ani po 6000 cyklech odírání textilie

## Komerčně výráběné solární textilie
Od roku 2019 nabízí jedna čínská firma batoh se solárním panelem s kapacitou 9 W nabíjené elektřiny za maloobchodní cenu cca 200 USD. Článek z CIGS (měď/indium/gallium/selenid) se nabije za 8,5 hodin na 1000 mAh, 5 V,  1,35 A při PCE 19%.
Od října 2021 měla jedna kalifornská start-up firma prodávat šaty a bundy se solárním panelem (organická fólie ve tvaru lotosového listu) s kapacitou nabíjení 5 V. Šaty měly stát 268 USD.